# Yaw Acheampong
Joachim Yaw Acheampong (Accra, 2 november 1973) is een voormalig profvoetballer uit Ghana, die speelde als middenvelder gedurende zijn carrière. Hij kwam onder meer uit voor IFK Norrköping (1994–1995), Real Sociedad (1995–1997), Hércules CF (1997–1998), Samsunspor (1998) en Yimpaş Yozgatspor  (2001–2002).

## Interlandcarrière
Acheampong kwam uit voor Ghana tijdens de Olympische Spelen van 1992 in Barcelona. Daar won de ploeg onder leiding van bondscoach Samuel Arday de bronzen medaille door in de troostfinale met 1–0 te winnen van Australië. Acheampong speelde in totaal 18 interlands voor zijn West-Afrikaanse vaderland in de periode 1991–1996.
| Logo van de Olympische Spelen | Goud | Zilver | Brons | Logo van de Olympische Spelen |
|                               | 0    | 0      | 1     |                               |